# Licneremaeus licnophorus
Licneremaeus licnophorus är en kvalsterart som först beskrevs av Michael 1882.  Licneremaeus licnophorus ingår i släktet Licneremaeus och familjen Licneremaeidae. Inga underarter finns listade i Catalogue of Life.